# Chlorocypha neptunus
Chlorocypha neptunus – gatunek ważki z rodziny Chlorocyphidae.